# 狮雄山塔
狮雄山塔位于中国广东省梅州市五华县华城镇塔岗村狮雄山上，建于明万历四十年（公元1612年），清乾隆五十九年（公元1794年）、民国十五年（公元1926年）曾进行修补。高35.5米，为八角九层楼阁式砖塔，塔身内砌有143级螺旋式砖阶。明、清时期在中元节前后六天会在此举办山歌醮会，民国时期改为5年一期。1989年6月29日被公布为广东省文物保护单位。1991年秋在第七层外围修建了铁栏杆以保障游客安全，1997年5月遭到雷击，各层转角部位和檐饰损坏严重，1999年进行了维修。